# Słoneczna (góra)
Słoneczna (niem. Sonnenkoppe) - wzniesienie (949 m n.p.m.) w południowo-zachodniej Polsce, w Sudetach Środkowych, w Górach Sowich.
Wzniesienie położone w środkowej części pasma Gór Sowich, po północno-zachodniej stronie od Kalenicy, około 2,5 km na północny wschód od centrum miejscowości Jugów. 
Kopulaste wzniesienie, położone w głównym grzbiecie, o mało wyraźnie podkreślonym, rozciągniętym wierzchołku, jedno z wyższych w tych górach. Zbocze południowo-wschodnie łagodnie opada o kilka metrów, przechodząc w grzbiet, pozostałe zbocza, są dość strome. W pobliżu szczytu znajdują się „Słoneczne Skałki”.
Szczyt pokryty w większości lasem bukowym. Występuje tu rzadko spotykany na tej wysokości skarłowaciały buk dolnoreglowy.
Wzniesienie położone na terenie Parku Krajobrazowego Gór Sowich. Szczyt położony jest w granicach Rezerwatu przyrody Bukowa Kalenica.

## Turystyka
Przez szczyt przechodzą szlaki turystyczne:
- czerwony – fragment Głównego Szlaku Sudeckiego prowadzący partią grzbietową przez całe Góry Sowie,
- żółty – z Nowej Rudy od Bielawy.